# Удмуртский Сурвай
Удмуртский Сурвай — деревня в Унинском районе Кировской области.

## География
Располагается на расстоянии примерно 7 км по прямой на северо-восток от райцентра поселка Уни.

## История
Известна с 1873 года как деревня Вотской Сырвай, в которой дворов 23 и жителей 199, в 1905 43 и 133, в 1926 53 и 271( в том числе 262 удмурты), в 1950 53 и 189, в 1989 году здесь проживало 409 человек . До 2021 года входила в состав Унинского городского поселения до его упразднения.

## Население
Постоянное население  составляло 310 человек (русские 73%, удмурты 27%) в 2002 году, 222 в 2010.